# Begonia cowellii
Begonia cowellii là một loài thực vật có hoa trong họ Thu hải đường. Loài này được Nash mô tả khoa học đầu tiên năm 1916.